# István Drubina
István (Stefan) Drubina, później Drégelyi (ur. 17 sierpnia 1884 w Budapeszcie, zm. 7 kwietnia 1965 tamże) – węgierski lekkoatleta pochodzenia słowackiego specjalizujący się chodzie sportowym, uczestnik igrzysk olimpijskich.
Drubina wystartował na igrzyskach olimpijskich dwukrotnie. Po raz pierwszy miało to miejsce podczas IV Letnich Igrzysk Olimpijskich w Londynie w 1908 roku. Reprezentant Węgier wziął udział w jednej konkurencji. W chodzie na 3500 metrów Drubina wystartował w drugim biegu eliminacyjnym. Z czasem 18:44,8 zajął w nim szóste miejsce i odpadł z dalszej rywalizacji. Cztery lata później, podczas V Letnich Igrzysk Olimpijskich w Sztokholmie, wystartował w chodzie na 10 kilometrów, lecz nie ukończył swojego wyścigu eliminacyjnego.
Reprezentował barwy klubów BTC i Ferencvárosi TC z Budapesztu.

## Rekordy życiowe
- Chód na 10 kilometrów – 53:26,0 (1906)